# 愛知県道308号米津平坂線
愛知県道308号米津平坂線 （あいちけんどう308ごう よねづへいさかせん）は、愛知県西尾市内を通る一般県道である。

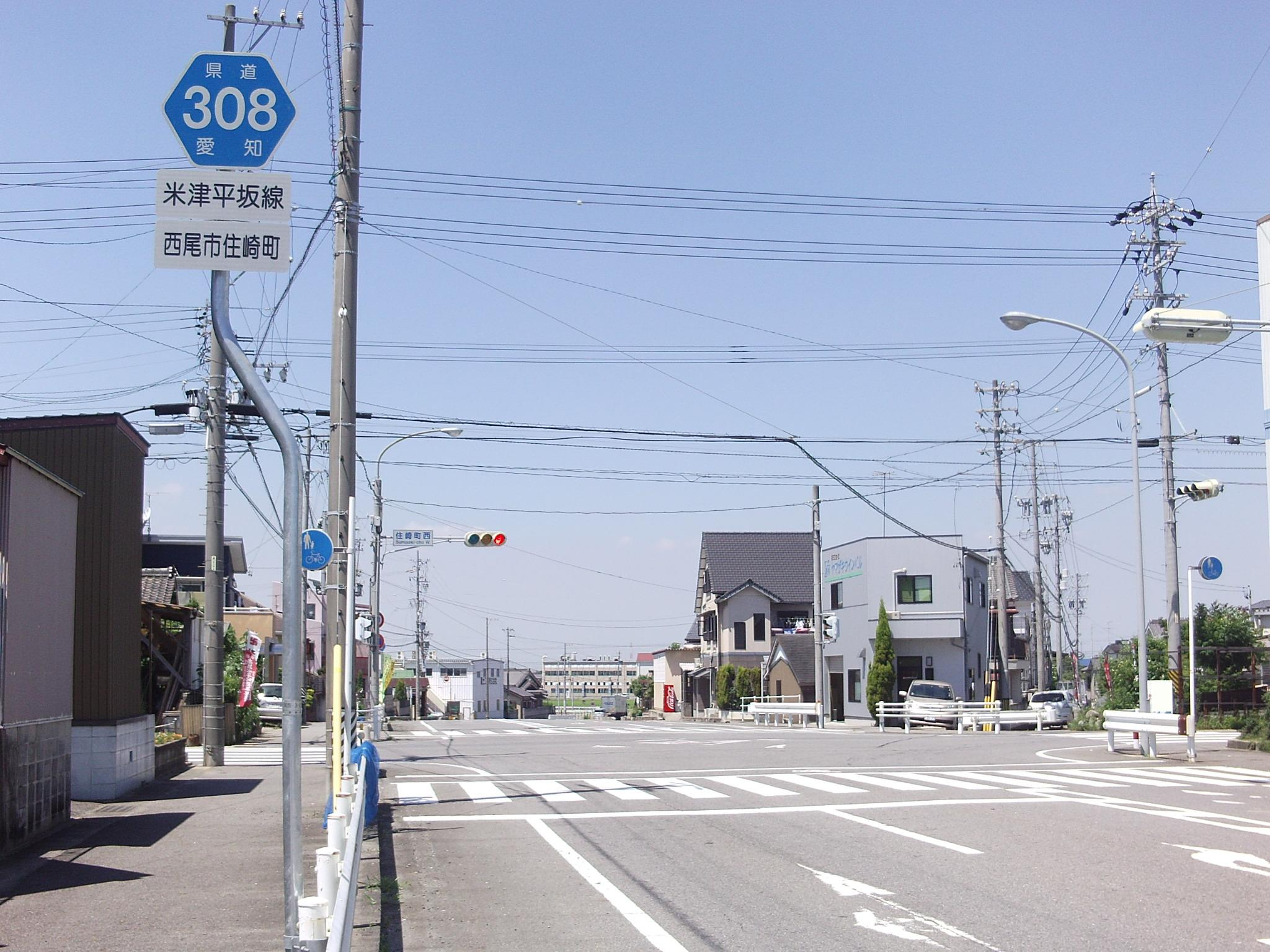
県道308号単独区間はここ住崎町まで。平坂町へは愛知県道43号岡崎碧南線と重複して西進する。なおこの交差点左右は平坂街道。

## 概要

### 路線データ
- 起点：愛知県西尾市米津町
- 終点：愛知県西尾市平坂町

## 通過する自治体
- 愛知県
  - 西尾市

## 沿革
- 1959年12月15日：認定

## 接続する道路
- 愛知県道12号豊田一色線（米津橋南交差点）
- 愛知県道301号西尾新川港線（横町屋敷交差点）
- 愛知県道383号蒲郡碧南線 重複区間
- 愛知県道43号岡崎碧南線

## 沿線・周辺
- 西尾市立西野町保育園
- 享成自動車学校桜町校
- 愛知県立西尾高等学校